# Großsteingräber bei Nustrow
Die Großsteingräber bei Nustrow sind drei megalithische Grabanlagen der jungsteinzeitlichen Trichterbecherkultur bei Nustrow im Landkreis Rostock (Mecklenburg-Vorpommern). Die Gräber 1 und 2 tragen die Sprockhoff-Nummern 364 und 365. Sie wurden 1970 unter Leitung von Ewald Schuldt archäologisch untersucht.

## Lage
Die Gräber 1 und 2 befinden sich in einem Waldstück nordöstlich von Nustrow, kurz vor der Gemeindegrenze zu Grammow. Sie liegen nur 80 m voneinander entfernt und sind nicht direkt über einen Weg erreichbar. Die genaue Lage von Grab 3 ist nicht publiziert. 300–700 m nördlich befinden sich die Großsteingräber bei Alt Stassow, 2,9 km nordnordöstlich das Großsteingrab Schabow, 3,4 km nordwestlich die Großsteingräber bei Liepen.

## Forschungsgeschichte
Die Gräber 1 und 2 wurden erstmals am 6. April 1933 von Ernst Sprockhoff für seinen Atlas der Megalithgräber Deutschlands aufgenommen. Im November und Dezember 1970 wurden sie zusammen mit den vier Großsteingräbern bei Alt Stassow von Ewald Schuldt ausgegraben.

## Beschreibung

### Grab 1

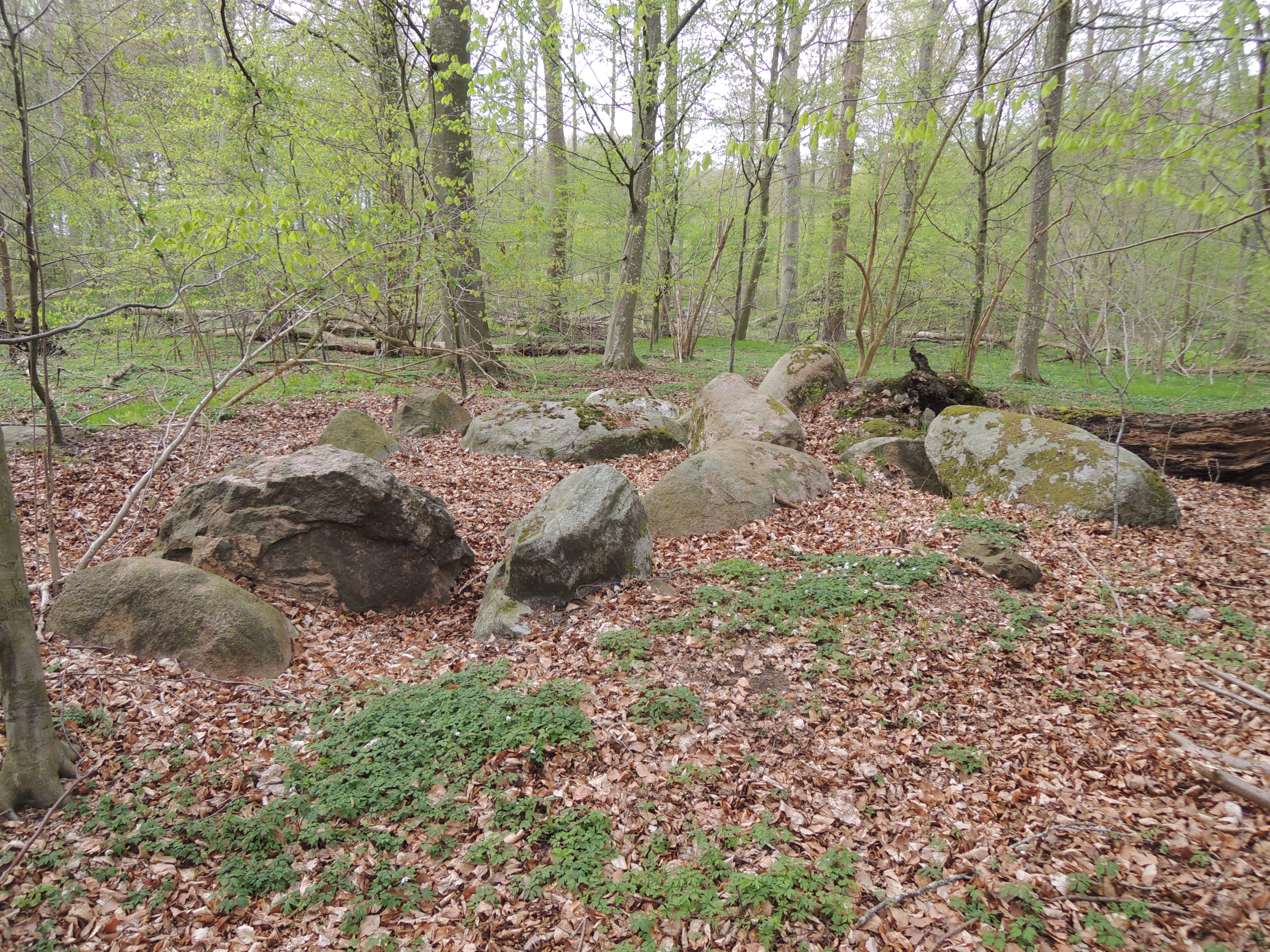
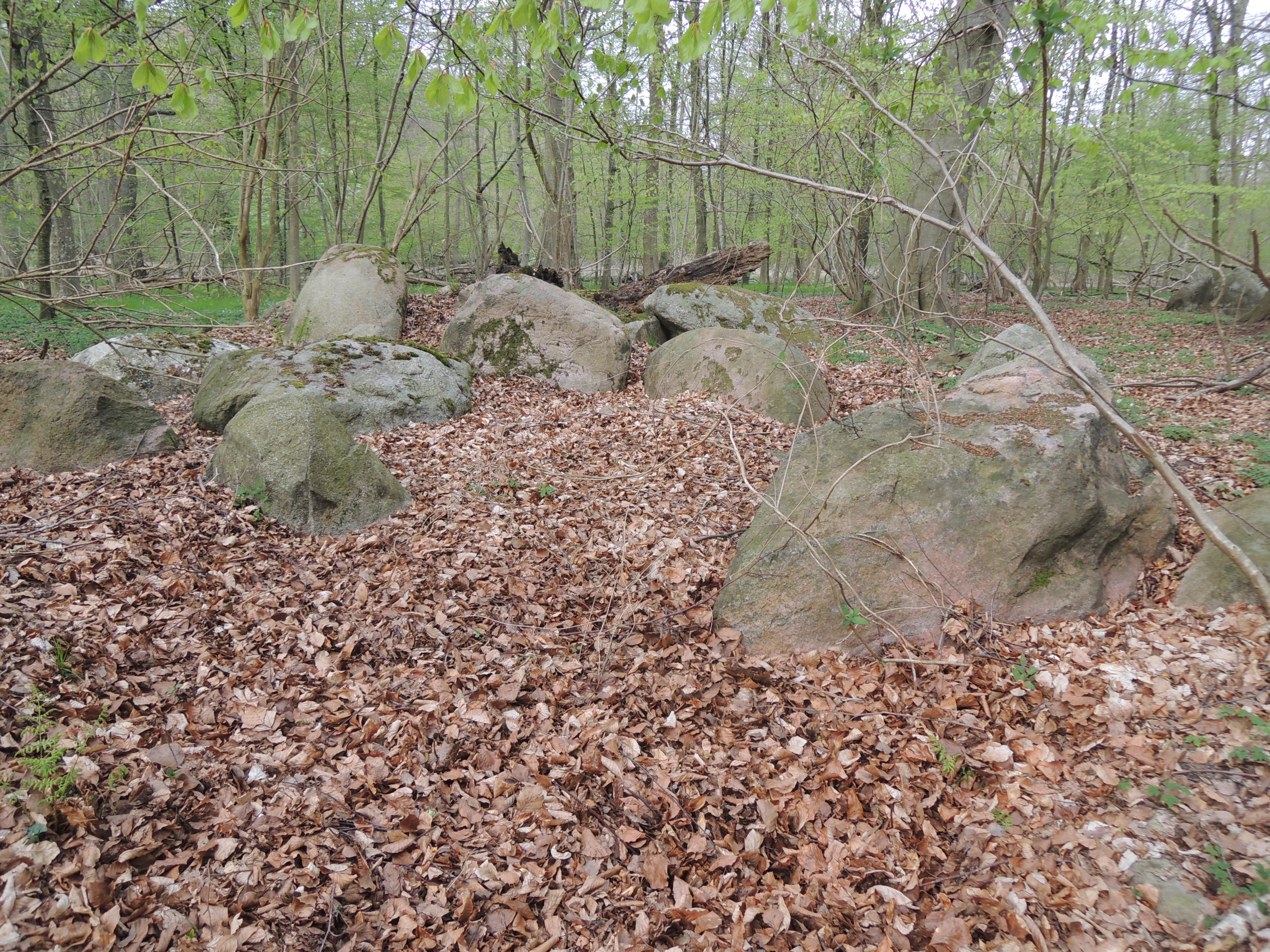
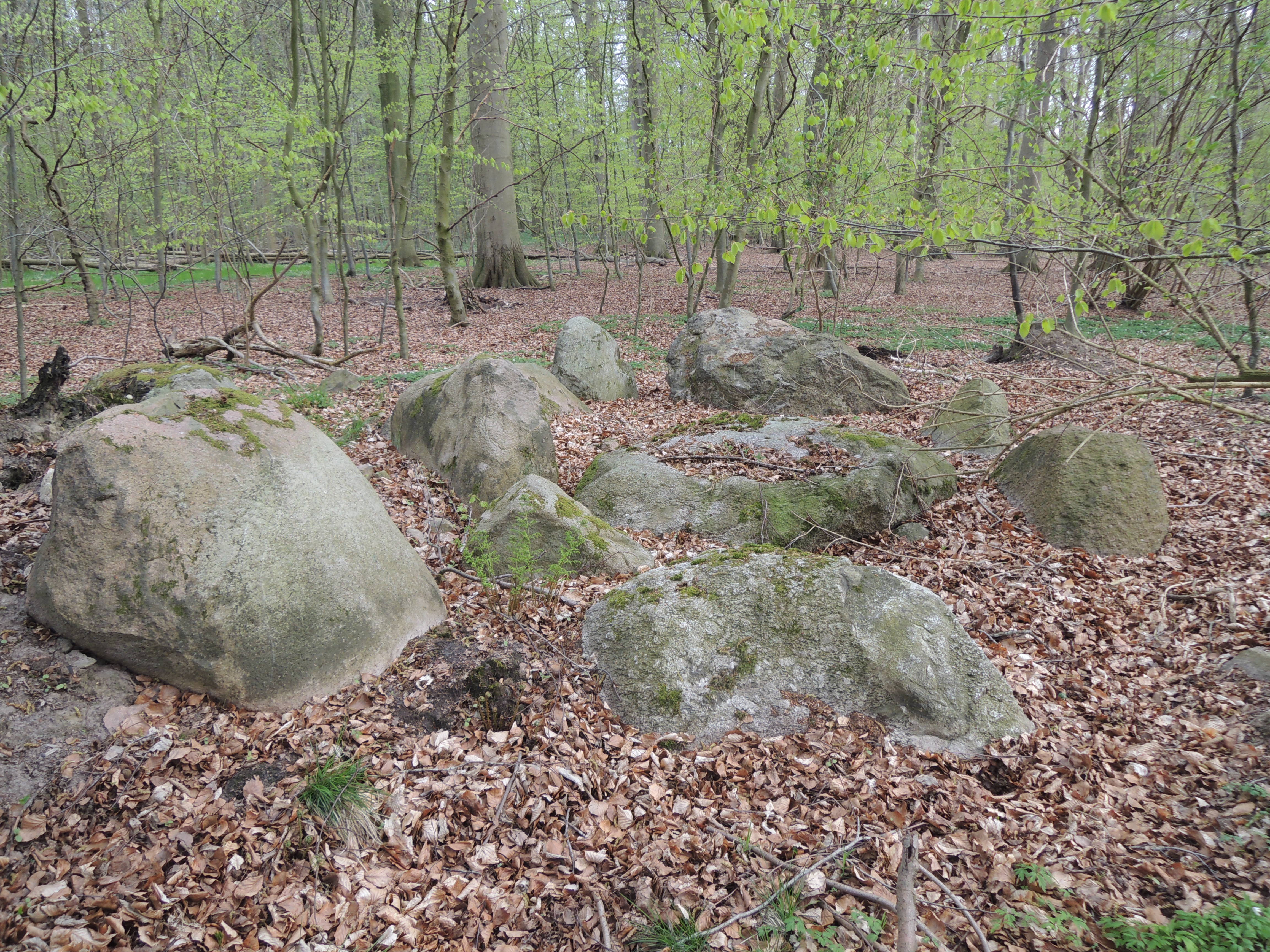
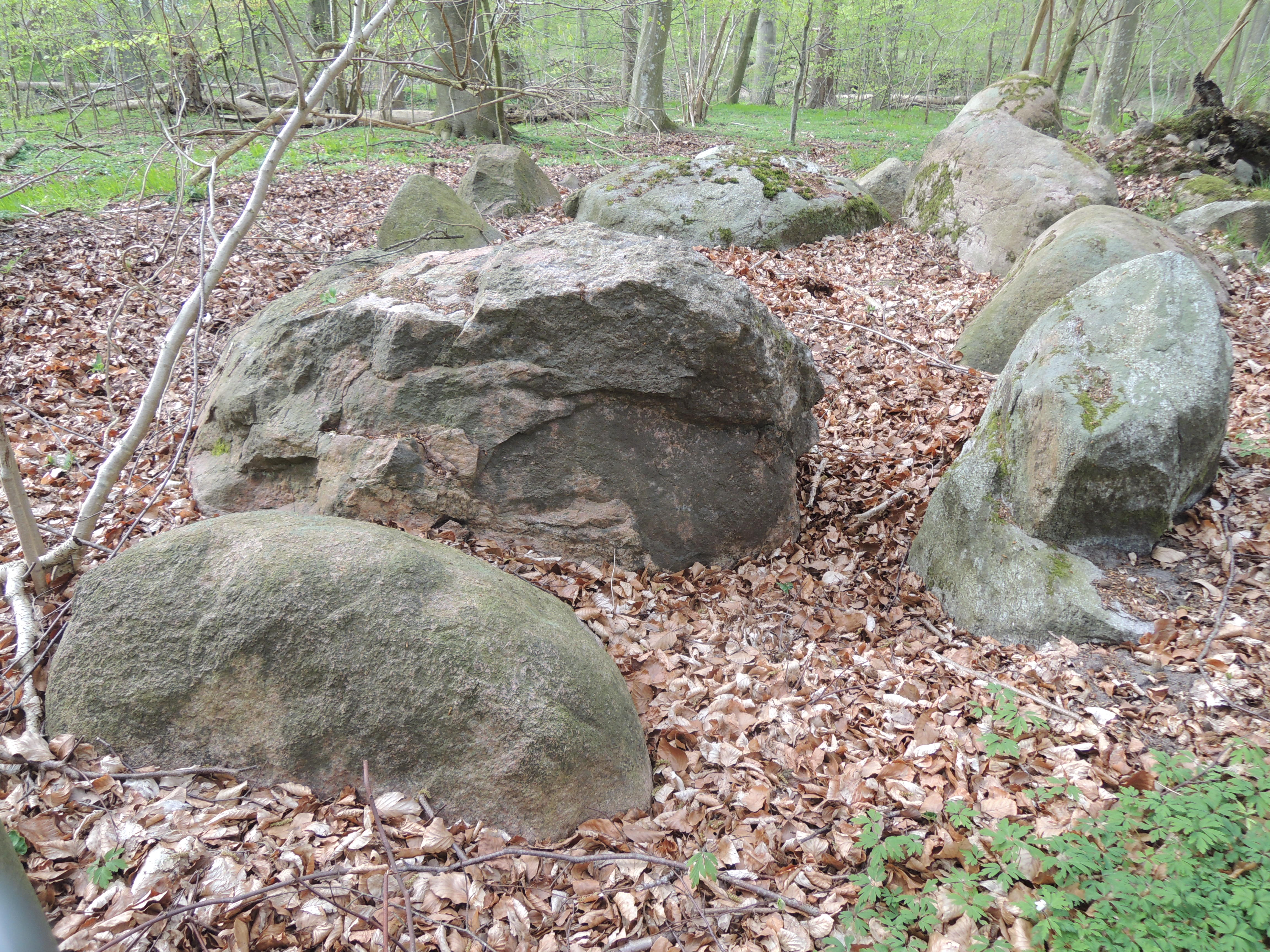

Grab 1 besitzt eine ursprünglich von einem Hügel ummantelte, nordwest-südöstlich orientierte Grabkammer. An der nordöstlichen Langseite sind vier Wandsteine erhalten, davon drei in situ; der zweite von Südosten ist umgefallen. An der südwestlichen Langseite sind drei Steine  in situ erhalten, der südlichste fehlt. Auch die beiden Abschlusssteine sind vorhanden, aber beide aus ihrer ursprünglichen Lage verrückt. Bei Sprockhoffs Untersuchung 1933 stand der südöstliche Stein noch in situ. Von den vier Decksteinen sind drei ins Innere der Kammer gesunken, der vierte liegt gesprengt außerhalb der Kammer. Die Kammer hat nach Ewald Schuldt eine Länge von 7 m und eine Breite von 1,6 m. Sprockhoff ordnete das Grab aufgrund seines schlechten Erhaltungszustands keinem bestimmten Typ zu. Schuldt klassifizierte es als Ganggrab, allerdings nur, weil die Abschlusssteine die gesamte Breite der Schmalseiten einnahmen. Ein Gang an einer der Langseiten konnte nicht direkt nachgewiesen werden. Bestattungen und Grabbeigaben konnten nicht mehr festgestellt werden.

### Grab 2

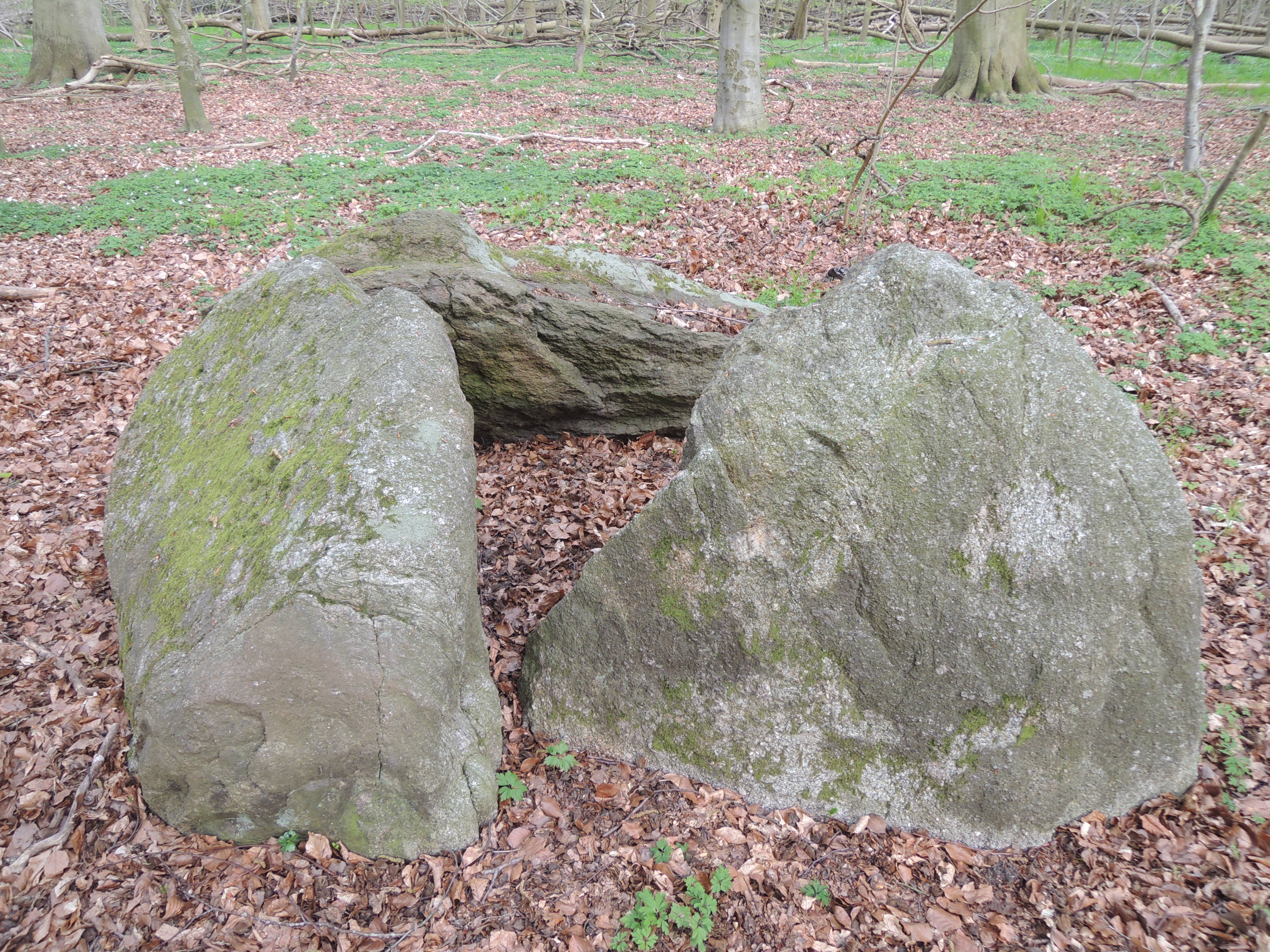
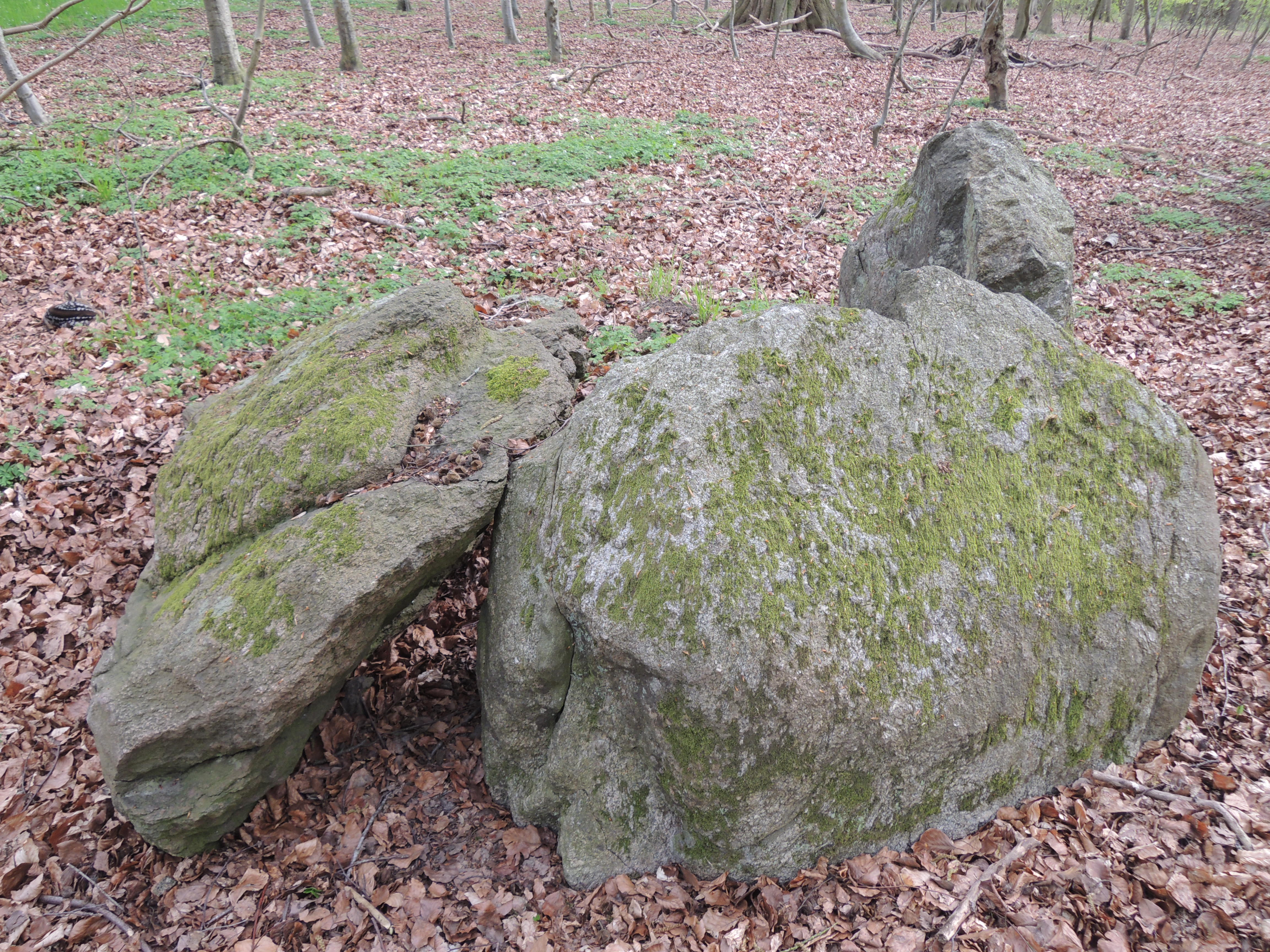
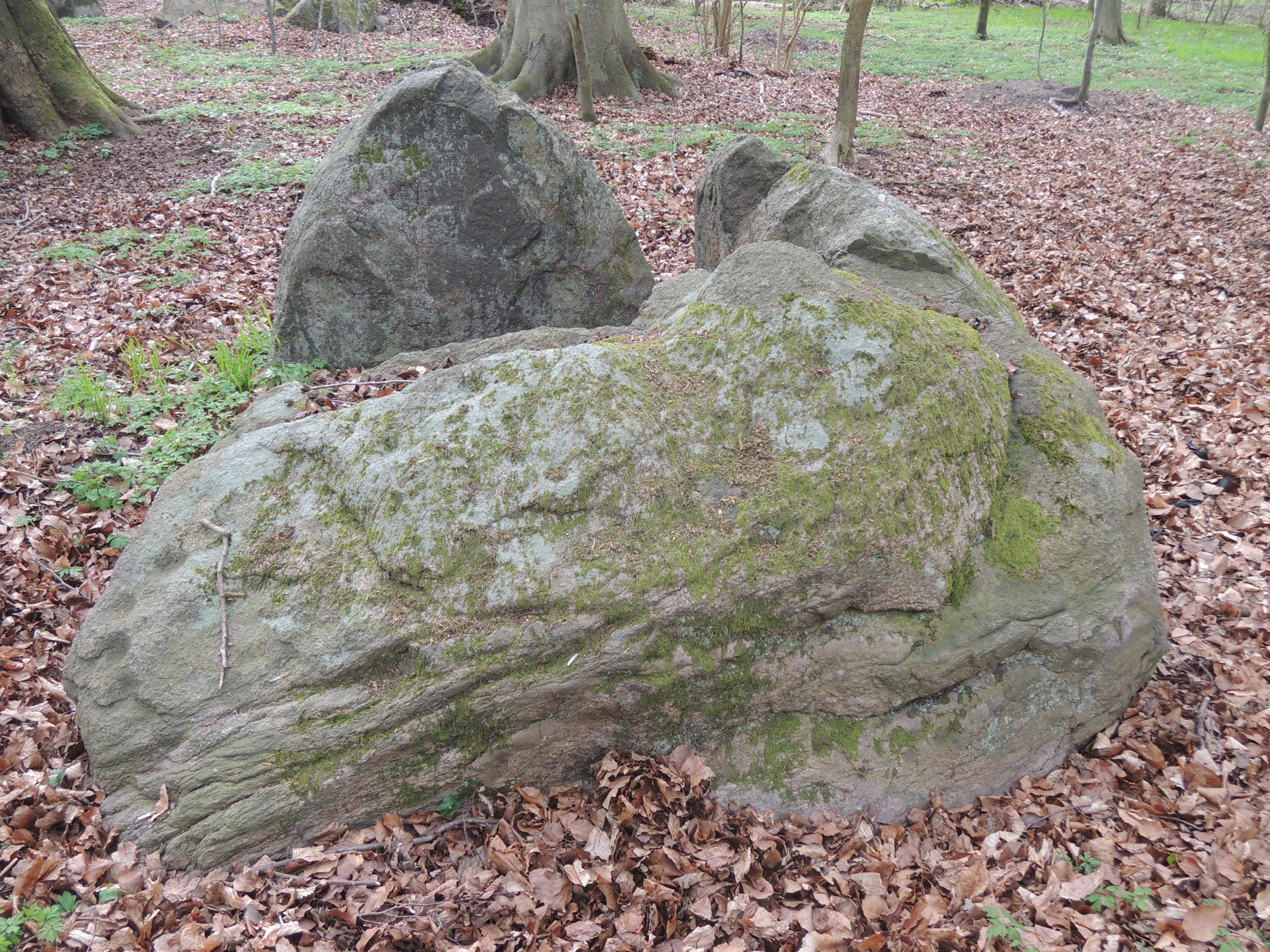
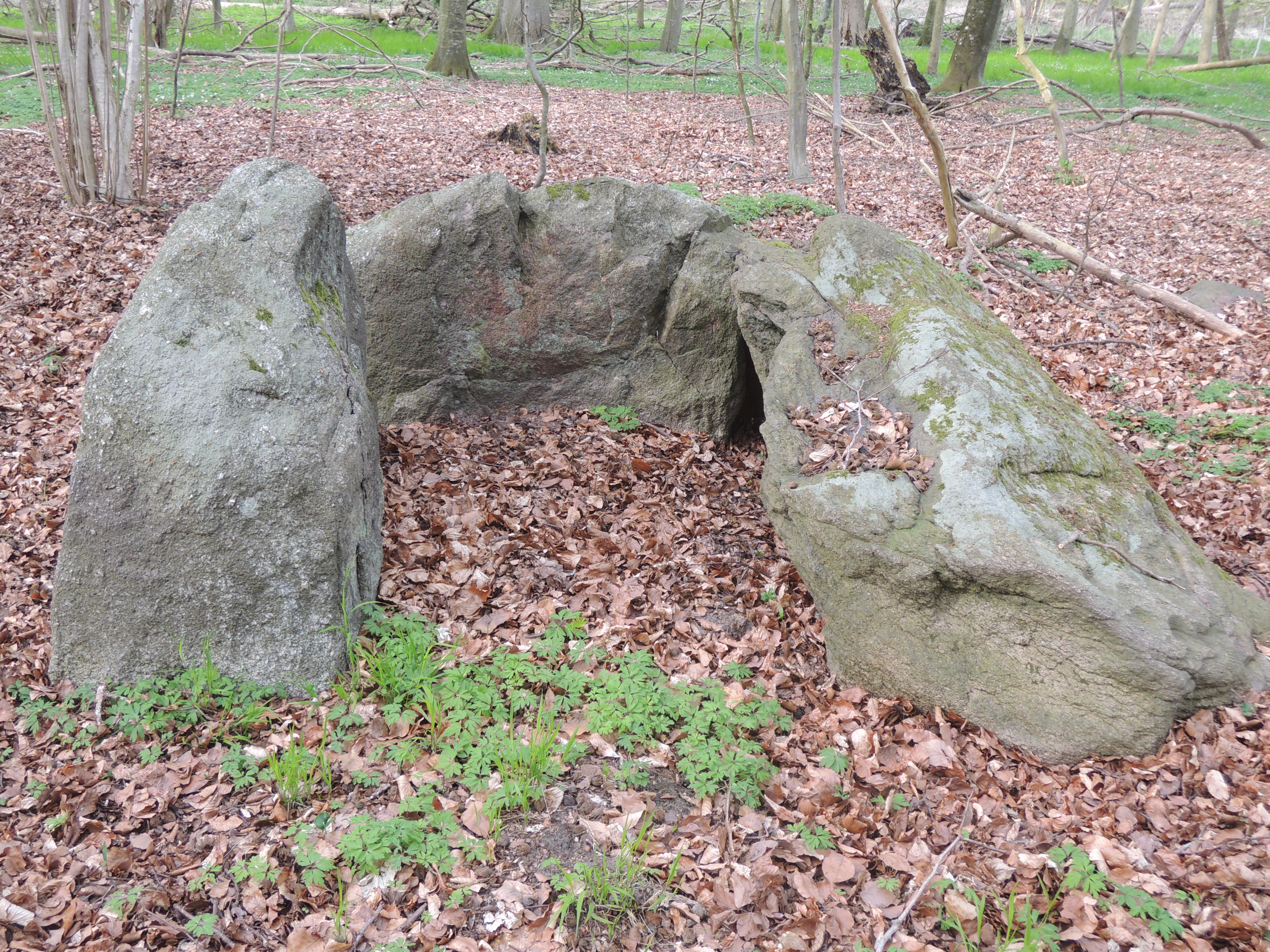

Grab 2 besaß ursprünglich eine Hügelschüttung aus sandigem, mit Rollsteinen durchsetztem Boden. Es sind noch drei Steine einer ost-westlich orientierten Grabkammer vorhanden: ein Wandstein der nördlichen Langseite, der annähernd im rechten Winkel zu diesem gestellte westliche Abschlussstein sowie ein noch halb auf dem Wandstein aufliegender Deckstein. Der Deckstein ist 2 m lang, 1,4 m breit, 0,6 m dick und weist an seiner Oberseite 25 Schälchen auf. An der Südhälfte der östlichen Schmalseite konnte ein Schwellenstein nachgewiesen werden. Die Kammer bestand also ursprünglich aus zwei Jochen und ist damit als erweiterter Dolmen anzusprechen. Das Innere der Kammer ist durch eine Brandschicht aus slawischer Zeit weitgehend gestört. Schuldt entdeckte Scherben der spätslawischen Teterower Gruppe (10.–12./13. Jahrhundert). Das ursprüngliche Bodenpflaster war vollständig entfernt worden, auch von den Bestattungen und ursprünglichen Grabbeigaben wurde nichts mehr vorgefunden. Die Kammer hat eine Länge von 2,4 m, eine Breite von 1,2 m und eine Höhe von 1,6 m.

### Grab 3
Bei Grab 3 handelt es sich um einen ursprünglich von einem Rollsteinhügel ummantelten Großdolmen. Angaben zu Ausrichtung und Maßen liegen nicht vor.